# Snoespoes
Snoespoes is een personage uit de poppenseries De Woefs en de Lamaars en De Fabeltjeskrant. Ze behoort tot het volk van de Lamaars, een lui, op katten gelijkend volkje.
Lamaar Snoespoes kwam voor het eerst voor in het weinig populaire De Woefs en de Lamaars, waar ze een van de bewoners was van het zogeheten Nijverdal. Dit programma verhaalt van de strijd tussen de ijverige Woefs en de werkschuwe Lamaars. Snoespoes en Woef Hektor echter, voelen zich tot elkaar aangetrokken en verhuizen samen naar Fabeltjesland, waar ze wel als koppel geaccepteerd hopen te worden.
Snoespoes en haar vriendje Hektor speelden in de jaren zeventig een rol in De Fabeltjeskrant. Haar stem werd verzorgd door Trudy Libosan.